# Tito Castillo
Tito Castillo Cornejo (ur. 20 lipca 1914 w Nueva San Salvador (ob. Santa Tecla), zm. 14 stycznia 2000 w San Salvador) – salwadorski strzelec, olimpijczyk.
Wystąpił na Letnich Igrzyskach Olimpijskich 1968, na których pojawił się w jednej konkurencji. Zajął 58. miejsce w strzelaniu z pistoletu dowolnego z 50 metrów (startowało 69 strzelców).
Castillo jest dwukrotnym medalistą Igrzysk Ameryki Środkowej i Karaibów, oba medale wywalczył indywidualnie w pistolecie dowolnym z 50 metrów. Zdobył srebro w 1950 roku (509 punktów) i brąz w 1959 roku (528 punktów).

## Wyniki olimpijskie
| Igrzyska | Konkurencja            | Wynik                           | Miejsce | Źródło |
| -------- | ---------------------- | ------------------------------- | ------- | ------ |
| IO 1968  | Pistolet dowolny, 50 m | 519 punktów (86-91-85-80-86-91) | 58      | [ 2 ]  |